# テルマス・デ・リオ・オンド
テルマス・デ・リオ・オンド(スペイン語: Termas de Río Hondo)は、アルゼンチン・サンティアゴ・デル・エステロ州にある自治体である。2001年の国勢調査による人口は27,838人。
ドゥルセ川の河岸にあり、州都サンティアゴ・デル・エステロから65km北に位置する。近郊には人造のリオ・オンド湖がある。源泉が摂氏30度（華氏86度）の温泉（スペイン語ではtermas、ケチュア語ではyacu rupaj）があり、アルゼンチン国内で人気のあるスパリゾート地である。高血圧やリウマチに対して効能がある。市中心部には「ラ・オージャ」と「ピレータ・ムニシパル」というふたつの公共のプールがあり、評判の良いホテルやレストランも多い。近年になって近隣に空港が開港し、完全改修されたテルマス・デ・リオ・オンド・サーキットでは2014年4月からMotoGP世界選手権を開催する予定である。

## ギャラリー

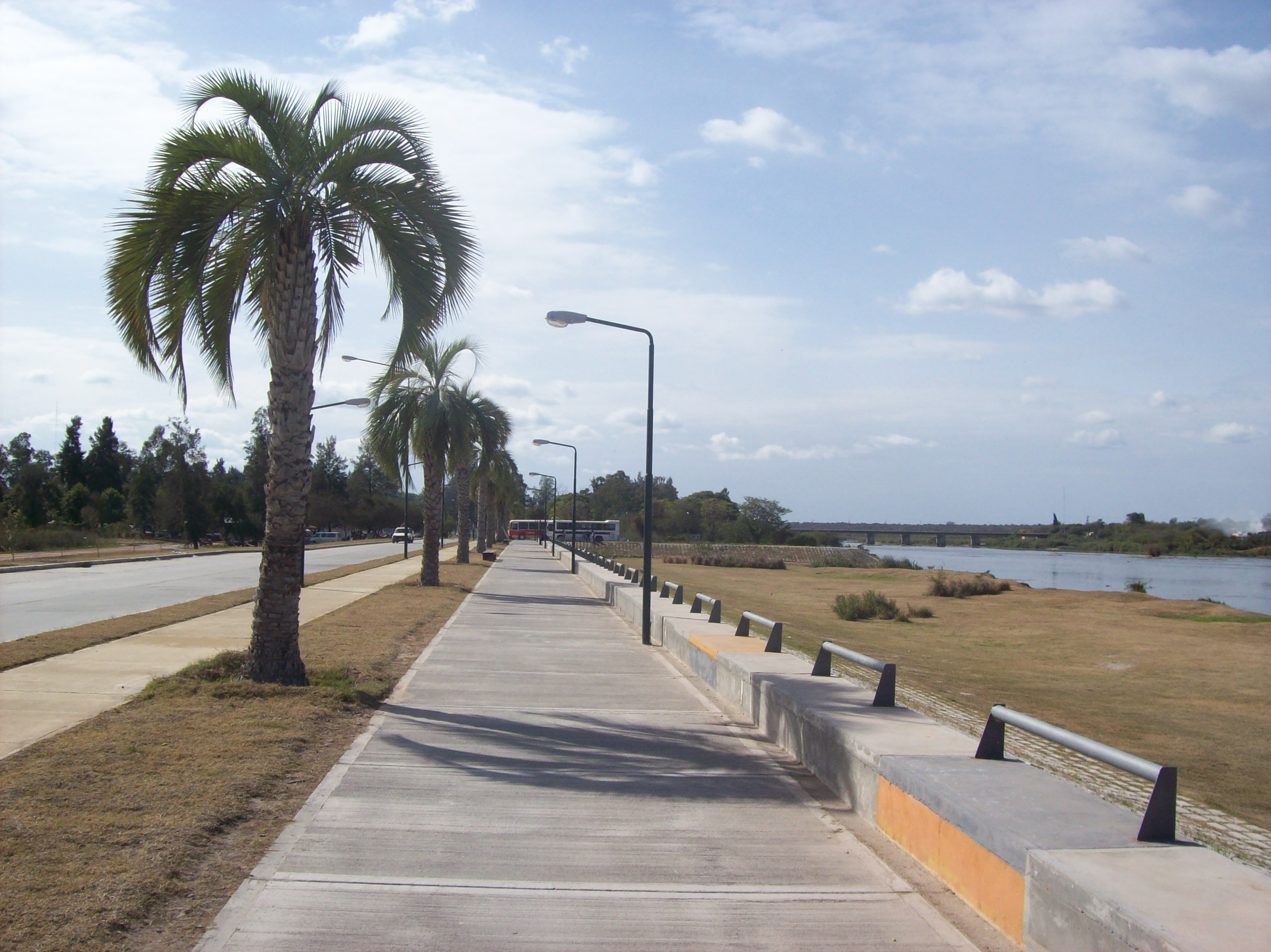
ドゥルセ川の河岸
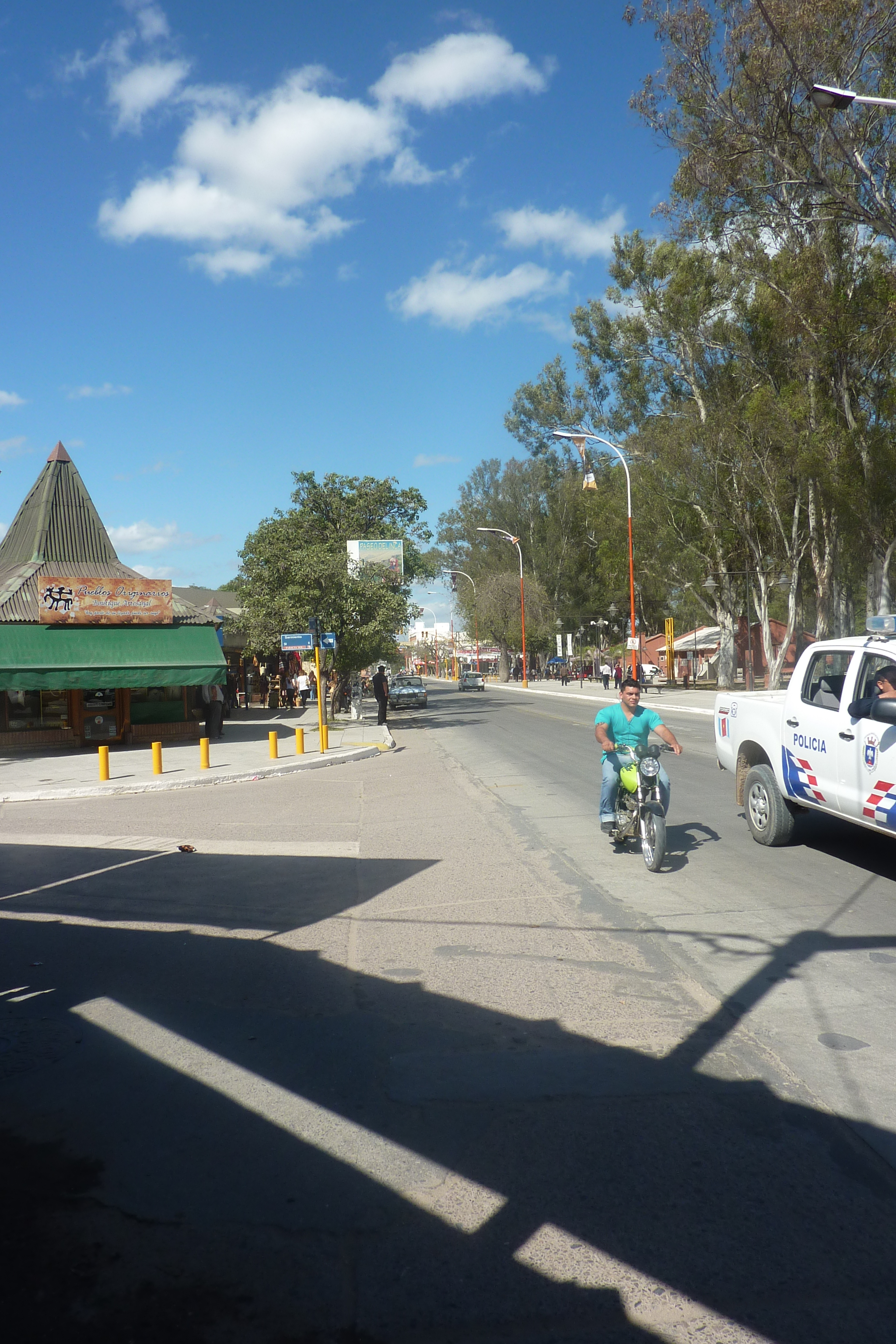
テルマス・デ・リオ・オンドのメインストリート